# Рестажев-Сьродкови
Рестажев-Сьродкови (пол. Restarzew Środkowy) — село в Польщі, у гміні Відава Ласького повіту Лодзинського воєводства.
Населення — 155 осіб (2011).
У 1975-1998 роках село належало до Серадзького воєводства.

## Демографія
Демографічна структура станом на 31 березня 2011 року:
|          | Загалом | Допрацездатний вік | Працездатний вік | Постпрацездатний вік |
| -------- | ------- | ------------------ | ---------------- | -------------------- |
| Чоловіки | 73      | 14                 | 40               | 19                   |
| Жінки    | 82      | 16                 | 29               | 37                   |
| Разом    | 155     | 30                 | 69               | 56                   |